# Флореску, Александру Эманоил
Александру Эманоил Флореску (рум. Alexandru Emanoil Florescu; 22 января 1822, Брашов — 1907) — валахский и румынский политик и государственный деятель, директор министерства внутренних дел Румынии, министр контроля в состав первого правительства Барбу Катарджу. Брат Иона Эмануэля Флореску. Член Палаты депутатов Румынии. 

## Биография
Происходил из боярской семьи; отец Манолаке был ворником, а мать Тинка Фака, младший брат — Иона Эмануэля Флореску. Родился в Брашове, Австрийской империи, учился в колледже Святого Саввы в Бухаресте. Получил высшее образование в 1840 году, затем работал переписчиком в государственном секретариате, а затем дослужился до секретаря. В 1846 году, посетил Париж, где изучал право. После Революции 1848 года в Дунайских княжествах, вернулся на родину и был назначен префектом графства и префектом бухарестской полиции.
Поддерживал Объединение Дунайских княжеств. Занимал пост директора министерства внутренних дел, а в 1857 году стал членом Ad hoc Divans. Входил в состав первого правительства Барбу Катарджу и занимал пост министра контроля с марта по июнь 1862 года. В кабинете Николае Крецулеску, занимал пост министра общественных работ с июня по октябрь. С декабря 1864 года по июнь 1865 года — председатель Ассамблеи депутатов. Женат на Елене Ману. У пары родились сын и три дочери, Александра (в замужестве Одобеску) с октября 1867 года замужем за Константина Одобеску.